# 積木くずし
『積木くずし』（つみきくずし）は、1982年に桐原書店から出版された実話を基にした穂積隆信による体験記である。副題は「親と子の二百日戦争」。映画化、テレビドラマ化されている。

## 概要
ある日、突然不良少女となった実娘・穂積由香里との200日間の葛藤を描いた作品であり、日本国内で300万部を出版。続編として『積木くずし あとさき悩める親からのアドバイス』『積木 その後の娘と私たち』『積木くずし（続）』『積木くずし崩壊 そして…』『由香里の死 そして愛 積木くずし終章』が出版されている。「積木くずし」出版後も、由香里の再度に渡る補導や穂積の妻との離婚など波乱は続き、後に大麻所持の容疑で由香里は再逮捕された。
著者はいずれも穂積隆信。
社会問題となっていた非行を、著名な俳優の家庭環境として描いたことは、反響を呼び、テレビドラマ化もあいまって、穂積自身も「積木くずし」関連の仕事や講演が急増。そこで得た印税で穂積は、1983年に悩める青少年向けの無料相談所を開設。
著書の出版の1年後の1983年から1984年にかけて、東宝によりテレビドラマ化、映画化、舞台化された。中でも1983年からTBSで放送された最初のテレビドラマ版である『積木くずし・親と子の200日戦争』は全7回で放送され、高い視聴率を獲得した（作中で穂積に該当する人物を演じた前田吟は、「男はつらいよ」で穂積と実兄弟役で共演）。横浜銀蝿の音楽が流れる中、わらべの高部知子(当時15歳)が主演、高部は第2の大竹しのぶと目される注目株となった。最終回の視聴率は関東地区で45.3%、関西地区で34.6%であった（ビデオリサーチ調べ）。関東地区の45.3%は、民放で1977年以降に放送された連続ドラマとして、2019年時点で歴代1位の記録である（総合では当作品と同年にNHKで放送された「おしん」が最高）。
ドラマのヒットを受けて、1983年の11月には東宝企画製作の映画版『積木くずし』が東宝系列で公開された。主演は当初テレビ版と同じく高部知子が予定されていたが、高部のスキャンダルによる芸能活動自粛により、代役に渡辺典子が立てられた。穂積家と親交の深かった島倉千代子が主題歌を、横浜銀蝿の弟分バンドの紅麗威甦（グリース 俳優の杉本哲太がボーカル）が挿入歌を担当している。
1984年3月には東宝の制作により舞台版が上演された。
1985年には仙道敦子主演によるドラマの続編の放送が決定していたが、穂積由香里が覚醒剤取締法違反で逮捕され､個人事務所の閉鎖など、さまざまな影響を考慮して制作が白紙となった。その代替作品が「'85年型家族あわせ」である。なお、この前夜祭的な企画として1985年10月4日19:20 - 20:54に予定されていた『積木くずし・その後スペシャル』の放送も中止となった。
その後の穂積は妻と離婚し、由香里はたびたび逮捕を繰り返した。そのことは主として続編に描かれている。
2004年に実質完結篇となった『由香里の死 そして愛 積木くずし終章』はそれまで明らかにならなかった真実などが書かれており、これを基に出版から約1年後の2005年9月に「積木くずし真相 〜あの家族、その後の悲劇〜（フジテレビ）」というタイトルで舘ひろし・杉田かおる・安達祐実主演によってドラマ化された。前編はいじめによって非行に走る娘と両親の戦いの日々を描き、後半は積木くずしの大ブームと社会的影響。娘の逮捕、両親の離婚、母の自殺、そして娘の突然死を描き、高視聴率を獲得した。
2012年には、穂積が「積木くずし終章」の後日談を書き綴った『積木くずし 最終章』（2012年3月、駒草出版 ; ISBN 4905447070 / ISBN 978-4905447078）を発表した。同年にはテレビドラマ版が中村雅俊・石野真子・高島礼子・成海璃子主演でフジテレビ系列にて放送された（本作で穂積に該当する役を演じた中村は、本格デビュー作品となる『われら青春!』（1974年放送）で、穂積が教頭として勤務する私立高校の新人教師役を演じている）。
実写化された作品は、すべてが「実話をベースにしたフィクション」として扱われ、登場人物名・状況設定などは作品ごとに異なる。

## テレビドラマ

### 積木くずし 〜親と子の200日戦争〜
- 1983年2月15日 - 3月29日
- 毎週火曜日 20:00-20:54
- 視聴率
  - 第1回24.0%、第2回31.9%、第3回32.3%、第4回37.2%、第5回39.2%、第6回39.9%、最終回45.3%（ビデオリサーチ調べ、関東地区[4]）
  - 第1回16.5%、最終回34.6%（ビデオリサーチ調べ、関西地区）
- 全7回

#### キャスト
- 穂高香緒里 - 高部知子

幼少期に重病を患う。職業柄、父が不在がちに加え、母から溺愛を受けたことなどもあり、幼少期には内向的で、我が儘な面がみられた。公立の中学校に入学。剣道部に所属していたこともあるが、病気で赤く変色した髪を理由に、他校の生徒に因縁をつけられ、負傷させられたことをきっかけに非行化。不登校・別の公立中学校への転校の末に家出・シンナー吸引・集団暴走行為などにのめり込んでいく。竹村からのカウンセリングを受けた直後、両親の態度が変化したことに戸惑い、家庭内暴力に及ぶ。のちに窃盗で警察に逮捕され、裁判を受けた直後に自らの意思で暴走族を脱退し、短い時間ではあるが登校するようになる（ラストの場面では、再び不登校となり、シンナーを再開したという文字が表記されている）。
- 穂高信彦 - 前田吟

香緒里の父で俳優。香緒里の教育などを妻の三枝子に任せっきりにしたり、世間体を気にする面はあるものの、家族への愛情は持ち合わせている。1話目で髪を黒く染めたいと言った香緒里の希望を却下。時折、芝居の稽古をしながら、セリフを自身の状況と重ね合わせる場面がみられる。
- 穂高三枝子 - 小川真由美

香緒里の母。病弱な香緒里に対して負い目を持ち、甘やかして育ててきた。竹村からのアドバイスに戸惑いながらも、香緒里を更生させるべく立ち上がる。
- 竹村宏 - 古谷一行

警視庁本庁内に所属するカウンセラー。相談者である穂高夫妻のみならず、香緒里に対しても「近所を担当する警察官が持参した」という形で出頭命令を出し、指導を行う。
- 三枝子の友人-弓恵子

幼少期の香緒里の言動を見て心配していた。のちのちも時折、穂高家を訪れ、三枝子の相談に乗る。
- 水谷大輔
- マミ-牛山蕗子

香緒里が中学入学直後に親しくなった友人。香緒里と共に家出騒動を起こしたこともある。
- 他校の不良少女-鈴木真代

香緒里に対して因縁をつけ、顔に負傷させる。のちに香緒里とマミから報復を受ける。
- 不良の上級生-村野仁美

香緒里が転校した中学校の不良グループのリーダー。香緒里に因縁をつけるが去られてしまう。
- 暴走族仲間-吉田葉子 丸山千景 桜井ゆうこ 町田真一

「ブラックエンジェルス」という暴走族のメンバー。脱退を申し出た香緒里にヤキを入れ、負傷させる。
- 浩二-川原田新一

香緒里とは遊び友達だったが、次第に恋愛感情を抱くようになり、暴走族を脱退後にトラックドライバーとして働き始める。
- 樋浦勉
- 中学校教師 - 大石吾朗

香緒里が入学した中学校の教諭。香緒里の問題行動を理由に、親友のマミとクラスを別にすることを提案。
- 中学校校長 -真田健一郎
- 少年課刑事 - 久富惟晴

出頭して来た香緒里を保護。事情聴取ののち、家に電話をするが、迎えに来ない母に疑念を抱く。
- 少年課々長 - 横沢裕一
- 信実一徳
- 笠井一彦
- 穂高のマネージャー - 住吉正博
- 刑事 - 常泉忠通
- 家裁判事 - 糸博
- 家裁調査員 - 川野耕司
- 三枝子の主治医 - 灰地順
- 三枝子の母親 - 本間文子
- 信彦の母親 - 滝奈保栄
- 島倉千代子  - 島倉千代子

本人役。5話で穂高家を訪問した際に、香緒里から借金を申し込まれる。最終回でコンサートに訪れた香緒里から花束を受け取る。

#### スタッフ
- 原作：穂積隆信「積木くずし 親と子の二百日戦争」
- 脚本：上條逸雄
- 音楽：中村八大
- 撮影：宇野晋作
- 監督：日高武治、土屋統吾郎
- プロデューサー：黒田正司（東宝）、山本典助
- 制作：東宝、TBS

#### 主題歌
- 来生たかお「無口な夜」

| TBS系 火曜20時台 | TBS系 火曜20時台                 | TBS系 火曜20時台 |
| 前番組           | 番組名                           | 次番組           |
| ---------------- | -------------------------------- | ---------------- |
| 女7人あつまれば  | 積木くずし 〜親と子の200日戦争〜 | 高校聖夫婦       |

### 積木くずし崩壊、そして…
- 1994年4月5日 19:03 - 21:48

#### キャスト
- 泉 ひかり - 瀬能あづさ-大野麻耶（少女時代）

幼少期から病弱で入退院を繰り返していたことに加え、両親の不仲、父の愛人関係などを目の当たりにして来た等から寂しさを感じて育つ。中学入学直後、周囲に溶け込めない事もあり不良仲間と交際するようになるが、その中にいた父の元愛人の息子からの嫌がらせの他、汚れた世界に嫌気がさして一旦、沈静化。著書を出版した父に反感を抱いており、テレビドラマに自分がモデルになった登場人物が写った時には、ショックを受けていた。口数が少なく醒めた性格で、同居していた父方の祖母の他には心を閉ざすような面がみられたが、両親の離婚に伴い、母と家を出た直後、アルバイトをしながら自立を目指し、父と再会。本音をぶつけていく。
- 泉 信隆 - 高田純次

ひかりの父。マスコミの目・世間体を気にする言動・自身の不倫・家族に対しての無理解な態度で、家族仲は冷え切っていた。カウンセリングが成功したと思い込み、娘の非行歴等を書き綴った著書を出版。ベストセラーになり大金を手にした事から浮き足だち、「つみき企画」という非行関連の無料相談所を設置。しかし根本的な部分は解決しておらず、母の死・娘の逮捕などで家庭崩壊が決定的になり、佐知子が家を出てしまう（この時にも、自身の不幸をひかりに責任転嫁するなどの言動がみられる）。その直後に税金関連・実家の土地がらみのトラブルと借金を抱え、ほとんどの家財道具を差し押さえられ、住んでいたマンションを追われる。本来の職業の俳優に加え、声優なども引き受けながらアパートで一人暮らしを開始。ラストで娘の声に耳を傾けるようになる。伊豆地方出身。
- 泉 佐知子 - 大谷直子

ひかりの母。家庭不和、ひかりの病気などに悩んでいたが、泉の著書がブームになったことから生活が一変。自宅マンションのリフォーム、教育講演などを行ったり、相談所にやって来る人間を受け入れたりしていた。しかしひかりの逮捕に伴い破綻。ひかりが覚醒剤に手を出したのを知って警察に通報したこともある。岡本にそそのかされて詐欺行為に荷担。のちにひかりを連れ、家を出て離婚。話し合いで再会した泉に対して冷淡な態度を取る。出身地でもある九州地方の訛りを泉から注意されることも多かった。イライラすると掃除機を掛ける癖があり、ひかりに指摘されている。
- 武田-三浦友和

警視庁所属のカウンセラー。ひかりの非行に関して､泉夫妻から相談を受ける。淡々とした印象だが、ひかりの非行再発時にはショックを受けていた。
- 岡本-筧利夫

愛人に対して貢いでいた頃の泉に対して、貸し付けをおこなっていた金融企業の社員で、相談に訪れた佐知子にアドバイスをおこなう。会計士として独立した頃、泉の経営する事務所に接近。次第に本性を現し、佐知子に不動産関連の悪知恵を吹き込む。佐知子と離婚した直後の泉から罵倒を受けた。関西地方出身で言語に訛りがある。
- 泉の愛人-芦川よしみ

派手な印象を持つスナック経営者。泉から借金をしたり、佐知子に挑発の電話をしたこともある。母子家庭で息子と二人暮らし（のちに息子は非行化。中学生のひかりを呼び出した上で暴行を加えた）。一緒に居合わせた泉がマスコミから取材攻勢を受けた際、泉を見捨てるように逃げ出す。
- 麻木久仁子
- マスコミ記者-峰竜太

ベストセラー作家になった泉に激励の言葉を掛ける。
- 居酒屋のママ-八代亜紀

離婚からしばらく経った泉から「娘に会いに行きたい」などの相談を受け、発破を掛ける。
- 居酒屋の板前-周富徳
- 演出家-鈴木清順

泉の出演する作品をプロデュース。やや口が悪めだが、本心では泉を理解している。
- 借金取り-穂積隆信

滞納した税金を支払えず、破綻した泉の家の前に押し掛け返済を迫る。
- 不良少年-萩野崇

柄の悪いグループに絡まれていたひかりを救出するが…

#### スタッフ
- 原作：穂積隆信「積木くずし－崩壊、そして…」
- 脚本：西岡琢也
- 監督：小澤啓一
- 制作：G・カンパニー、テレビ東京

### 積木くずし真相 〜あの家族、その後の悲劇〜
- 金曜エンタテイメント（前編）・プレミアムステージ（後編）
- 2005年9月2日 - 9月3日 21:00 - 22:54
- 視聴率
  - 21.6%（前編）・23.5%（後編）（ビデオリサーチ調べ、関東地区）

#### キャスト
- 稲場 信悟 - 舘ひろし

俳優で朋美の父。朋美の非行歴を綴った本を出版するが、最終的に家庭崩壊を招いてしまう。静子との離婚後、一人暮らしをしながら、俳優として再起を目指し､舞台公演なども引き受けるようになる。のちに旧知の仲のサチと再婚し彼女のマンションに転居。朋美の死後、真実を知らせ、罵倒をした杉原に対して「死者に鞭打つ」として、彼の勧める続編の執筆に懸念を示す。軽率な面はあるものの、基本的には愛情深い性格で、朋美の葬儀の参列者の姿を見て目を潤ませたり、杉原から渡された朋美のノートを抱え号泣する場面がみられる。
- 稲場 朋美 - 安達祐実

幼少期の発病が元で髪が変色したことで、中学1年生の頃に不良グループから因縁をつけられた上に性的暴力を含む嫌がらせを受け、非行化。やや更生の兆しが見られた頃、父が本を出版。周囲からの特別視に加え、両親不在などの影響もあり、再び悩みを抱えてしまう。渡米中に薬物に手を染め、帰国と同時に空港で逮捕され、のちに少年院に収容される。両親の離婚に伴い、母と同居。過去を売り物にしたクラブの経営・経済的破綻・世間からの偏見の目・週刊誌へのヌード披露・母の自殺などを経験。父に反発心を抱いていたこともあるが、新しい母となったサチの呼びかけなどもあり、父と同居を開始。石塚の店でアルバイトをしながら、介護士の資格を取得するが、持病の悪化により30代半ばで死去。やや脆い面も見受けられたが、基本的には前向きな性格で友人も多く、両親とサチへの愛情を抱いている。
- 稲場 静子 - 杉田かおる

朋美の母。自身の持病を理由に朋美を出産したことを後悔したり、無理解な態度だったこともある。著書のヒットにより、教育講演などを行っていたが朋美の逮捕などを理由に破綻。夫婦ともども週刊誌でバッシングを受ける。稲場と離婚後、一緒に暮らし始めた朋美とナイトクラブを経営するも、田宮に騙された末に借金を抱え閉店。持病の悪化で寝たきりに近い状態となる。朋美に臓器移植が必要な状態だと知って、提供を申し出た。この際に母娘で心を通わせるも、間もなく手首を切り、自殺。朋美を号泣させるが、直後に朋美への深い愛情を綴った遺書が発見される。
- 石塚 智子 - 鷲尾真知子

朋美が死の直前まで働いていたカフェの経営者。面接で過去を打ち明けた朋美に対して、理解を示し採用。葬儀の際に、朋美が店の常連客などから慕われていたことを稲場に伝え、杉原に朋美の使っていた遺品を送っている。
- 田宮 光子 - 木村多江

事業を開始した稲場家で採用した会計士（静子のファッションアドバイザーなども行っていた）。当初は潔癖な印象だったが、次第に本性を現していく。稲場と離婚した静子にナイトクラブの経営を勧め、不正行為で財産を搾取。落ちぶれた静子と朋美を罵倒し去っていく。ヤクザとの繋がりを朋美が突き止めている。
- 谷口 透 - 平山広行

新人俳優。稲場と舞台で共演。舞台の出番を放り出して、父の危篤に駆け付けようとしたことを稲場に「私も娘の死に目には会えなかった」「それが俳優じゃないのか」と諭される。
- 緑川 サチ - 財前直見

稲場が駆け出し俳優だった頃から交流を持つ美容師。小さい頃からを知る朋美を心配する。物言いは直球で厳しいが、明るくさばけた性格で面倒見が良い。静子の死から数年後、稲場の後妻となり、朋美の理解者となる。同居していた朋美が病死した際、第一発見者となり、その死にショックを受ける。
- 高橋 順 - 武田鉄矢

警視庁本庁舎所属のカウンセラー。朋美が非行化した時に稲場夫妻から相談を受け、アドバイスを行う。のちに稲場が本を出したことで引き起こされた状況を目の当たりにして唖然とする。朋美の葬儀の際、献花をした様子（花輪に名が確認出来る）。
- 杉原 憲一 - 藤木直人

出版社社員。朋美とは以前から面識があり、参列した葬儀で稲場と出会う。その直後に稲場に対して、朋美を売り物にしたと痛烈な批判を行うと同時に、朋美から託されていた日記を手渡すなど、自分なりの言動で贖罪と供養を求める。
- 野間 俊一 - 中井貴一（特別出演）

医師。朋美が幼少期に発病してから、亡くなる直前まで主治医として接し、理解者となる。中盤で朋美から「過去の出来事」として、性的被害を受けたことを伝えられている。葬儀に参列し、「余命1年と言ったところを3年頑張った」と賞賛する。
- クマちゃん - 佐藤二朗

石塚の店の常連客。アクセサリーショップの店員で、おねえ言葉を使用。母の日の贈り物として静子とサチに対して、朋美が向日葵のペンダントを購入している。葬儀に参列。
- あゆみ - 金子さやか

石塚の店の常連客。親しくなった朋美の影響で介護士の資格取得を目指す。葬儀では稲場に「朋美のおかげで頑張れた」と伝える。
- 郁子 - 久保田磨希

朋美の友人。葬儀に参列。
- 森山 - 阪田マサノブ

朋美の友人。葬儀に参列。
- 丸谷 - ほあししんいち

舞台演出家。時折、厳しい言葉を稲場らに投げかける。
- レポーター - 梨元勝

経済破綻後、独居を開始した稲場の住むアパートへ押し掛け、無断で撮影した上に無神経な言葉を投げたとして、稲場を怒らせる。
- 遠山俊也、藤田宗久、出光秀一郎、尾野真千子、ちすん、古本新之輔、天現寺竜、松元ヒロ、森康子、松山尚子　ほか

#### スタッフ
- 原作：穂積隆信「由香里の死 そして愛 積木くずし終章」
- 脚本：矢島正雄
- 演出：林徹
- 音楽：石田勝範
- 舞台指導：岡村俊一・・劇中劇として登場するロミオとジュリエットの場面を指導。稲場らが舞台での公演に向け、稽古をする画面が見られる。
- アクションコーディネイター：諸鍛冶裕太、橋口未和
- 医療指導：宮坂勝之
- 技術協力：ナックイメージテクノロジー
- スタジオ：東京メディアシティ
- プロデューサー：栗原美和子、吉田由二
- 制作著作：フジテレビジョン、スイート・ベイジル

#### 主題歌
- 主題歌：平井堅「思いがかさなるその前に…」（デフスターレコーズ）
- 挿入歌：東真紀「向日葵 〜一期一会の命〜」（ルビコン・リヴァー・エンタテインメント）

### 積木くずし 最終章
2012年11月23日、21:00 - 22:52（JST）と11月24日、21:00 - 23:10（JST）の2夜連続で、フジテレビ系列で放送された。

#### キャスト
- 安住信幸：中村雅俊

駆け出し俳優だった頃、ロケ先の旅館で知り合った美希子の境遇を知って胸を痛めると同時に恋愛関係になり、愛人だった男から奪ってスピード結婚。家庭不和などから沙織と不倫関係を持ったこともあるが、沙織が突然、去った直後に灯が発病。ショックを受ける。灯が中学生の頃に「似たような悩みを抱えた人の役に立ちたい」という思いもあり、灯と話し合った上で非行歴を綴った本を出版するが、結果的にさまざまな不幸を招いてしまう。灯の死、祥子の施設入居に伴い、一人暮らしとなり、出版したことを後悔する日々の中、美希子の秘密を知って愕然。友人の白石と共に、過去を辿る旅に出るが、のちに灯への愛情を確信。墓前で号泣した。
- 安住灯：成海璃子

安住夫妻の娘。本来は前向きな性格で、中学校入学直後、剣道部に入部していた。しかし、父の職業に対して周囲から特別視されたり、幼少期の病気による髪の変色などを理由に他校の生徒から因縁を付けられたことと、両親への反抗心から不良仲間と交際。家庭内暴力などに及んでしまう。両親の努力と佐竹のアドバイスなどもあり一旦、更生の兆しがみられ、高校にも進学するが（卒業出来たかは明言されていない）父による著書出版などで状況が変化。寂しさなどから再び不良仲間と接触を持つようになり、間もなく薬物関連で逮捕（この時には未成年だったが、名前を知られていたこともあり、逮捕された事実をテレビニュースなどで報道されてしまう）。両親が離婚後、母とナイトクラブを経営。週刊誌へヌードを披露した直後、母の本心を言い当て口論になったことがある。経営破綻・母との別居・自身の離婚歴を経て、父と後妻の祥子と同居。母が自殺した時は、安住と祥子の心配を傍らに、すべての処置をひとりで行っているが、母の遺書のノートを燃やそうとするも、途中で火を消してしまい、燃え残った場所に書かれた内容から安住に疑惑を抱かせてしまう。介護士の資格を取得。勤務先も決まるが、父が地方公演で不在中に急死。物事をひとりで抱え込んで悩んでしまう面と、強さ優しさを持ち合わせていた。
- 椎名祥子：石野真子

安住家の近所で美容院を経営していた美容師。明るく穏やかな性格で面倒見が良く、灯を始めとする安住家の相談などに乗って来た。離婚した安住の後妻となるが、灯の死からしばらく経った頃、脳梗塞で半身不随となり、介護施設に入居（灯が生前、採用の内定を受けていた施設でもある）。次第に症状が悪化。記憶なども薄らいでいく中で、亡くなった灯を気に掛け続ける。
- 黒沼善久：袴田吉彦

美希子が安住との結婚前後から関係を持っていた消費者金融の社員。灯が生まれた時も、美希子の兄と偽り、病院へ出入り。灯が自分の子ではないかと強請りをかけていた。安住が本を出した直後、会計士として美希子に接近。安住との離婚の頃、美希子に対して安住が所有していた一軒家などの売却・預金の持ち逃げ・ナイトクラブの開業などを唆す。再会した安住と殴り合いの喧嘩を展開した数年後、行方をくらます。自殺を決意する直前の美希子の前に現れたことがセリフで描かれている。
- 菊池紗織：横山めぐみ

灯が幼い頃、安住が行きつけだった居酒屋「菊」のママで、息子と二人暮らしだった。愛人関係だった安住との結婚を希望し、美希子に離婚を要求したこともあるが突然、閉店して安住と連絡を絶つ（灯が発病した時期でもあった）。漁港の近くへ転居し、同名の居酒屋を再開。美希子に対して負けを認めたことと、独身のまま息子を育て上げ、孫がいることを再会した安住に伝えている。
- 佐竹省三：上川隆也（友情出演）

警視庁本庁舎に所属するカウンセラー。安住から相談を受け、アドバイスを行う。
- 白石博志：柴俊夫

安住と祥子の共通の友人で俳優仲間。安住が美希子の秘密を疑った際に、旅に同行。やや豪放でひょうきんな性格で、何かと安住の理解者となる。背中をはたいて、安住を励ます。
- 安住美希子：高島礼子

安住の妻。大分県出身。父の戦死後、貧しい家で育ち、10代半ば頃、母により、愛人として売られている（この際、箔を付ける為にミスコンテストに出場させられた）。働いていた旅館で安住と知り合い結婚。しかし、母から「容姿の他に取り柄がない」と言われ続けたことに対してのコンプレックスと周囲への見栄などから借金を重ねた結果、金融業者の黒沼の接近を許してしまうことになり、灯に関して重大な秘密を抱え、妊娠中に流産しようと入水したことがある。安住の著書ヒットに伴い、黒沼と再会。安住と離婚後はナイトクラブを経営していたが、黒沼に騙され破綻。独居を開始した頃、自身の離婚による生活苦から同居を申し出た灯を「甘えてはならない」と突き放したこともある。のちに灯への臓器移植を決意と黒沼から逃れる為にと、安住と灯への愛情を書き綴った遺書を遺し（この遺書が疑惑と騒動の原因となる）頸動脈を切って自殺。
- 喫茶店経営者:立石涼子

美希子が結婚前、行きつけだった店を父から受け継ぎ経営（店の内装は昔から変化してない様子）。訪れた安住と白石に美希子の生い立ちを話して聞かせている。
- 宮下弁護士:菅田俊

財産を騙し取られた安住から相談を受ける。
- 大山:穂積隆信

美希子の生まれ育った地区に住んでいる。安住と白石の訪問を受け、「刑事さんですか？」と聞き返していた（玄関に表札が確認出来る）。
- 新人俳優達:松下洸平、中山優貴、松島庄汰

大分の旅館で安住と白石が世話をしていた。
- 灯の担任教師:鳴海剛

「髪が赤いのは、薬の影響だと伝えてあるはず」と言う灯に対して、「他保護者から苦情が出ている」「父の職業が特殊なので」として黒く染めるように命じた。
- 吉本:奥田達士

灯の幼少期の主治医。のちに勤務先のクリニックに訪れた安住に対して当時、黒沼が美希子を脅していた姿を目撃していたと告げる。
- その他

池田愛、兎本有紀、氏家恵、七枝実、阿南敦子、石井テルユキ、中上五月、小橋川よしと、野貴葵ほか

#### スタッフ
- 原作：穂積隆信
- 脚本：酒井雅秋
- 演出：村上正典
- 介護指導：高井豊
- 法律監修：中島博之
- 警察監修：伊藤鋼一
- 医療監修：佐々木理恵
- スタントコーディネイター：釼持誠
- 技術協力：バスク
- 美術協力：アックス
- スタジオ：砧スタジオ
- プロデューサー：吉田由二、森安彩
- 編成プロデュース：水野綾子
- 制作：フジテレビ
- 制作著作：スイート・ベイジル、共同テレビ

## 映画

### 積木くずし
1983年11月3日公開。製作は東宝企画、配給は東宝。企画協力は当時、穂積が経営していた個人事務所。
ドラマ版とは繋がりのない別作品として娘役の高部知子の他は、キャストを一新。高部による告知ポスターも用意されていた。
高部の不祥事で制作中止寸前となるが、娘役を渡辺典子に変更・9月に予定されていた上映時期を11月に延期するなどの処置の上で制作。上映を行っている。配給収入は6.5億円。
なお、弓恵子と横沢祐一はドラマ版にも登場しているが、それぞれ別役となる。
過去にVHS（廃盤）と、収録曲などのサウンドトラックのLPレコードとカセットテープがリリースされたが、2018年現在、DVD化、ブルーレイ化などはされていない。

### ストーリー
区立中学校へ通う穂波由布子は、2年生の夏頃、上級生の不良グループから病気が原因で赤くなった髪に対し「芸能人の娘だから特別だと思って染めたんだろう」と因縁を付けられ、負傷させられる。現場を目撃した通行人に誤解され、後ろ指を指されたことと父、高介の不倫・両親の不仲などの影響もあり、自棄になった由布子は暴走族に加入。深夜徘徊・シンナー吸引・家出・暴走行為・母の美知江への暴言・暴力などを展開。由布子をもてあました中学校の教師達は、美知江を学校に呼び出し、由布子を転校させるように勧めた。もともと越境入学だったこともあり、本来の学区である中学校へ転校する由布子だが、そこでも邪魔扱いされてしまう。それまで家庭内のことには無関心だった高介も次第に由布子を心配するようになり、美知江と共に警視庁少年相談室の竹田の元を訪れた。ふたりは由布子に合った私立中学校を探すと同時に竹田のアドバイスを実行していく。

#### スタッフ
- 原作：穂積隆信
- 脚本：新藤兼人
- 監督：斎藤光正
- 音楽：羽田健太郎

#### キャスト
- 穂波高介：藤田まこと

由布子の父で職業は俳優。妻の美智江とは不仲に加え、愛人との交遊を由布子に目撃されてしまったことがある。しかし由布子の非行化で、家族を気に掛けるようになり、美知江と共に竹田からアドバイスを受けたり、転校先を探した。のちに暴走族仲間にヤキを入れられそうになった由布子の元へ自転車で駆け付け、詫びを入れて救出する。
- 穂波美知江：いしだあゆみ

由布子の母。高介に愛人がいることを知っており、夫婦仲は冷えかかっていた。しかし由布子への愛情は持ち合わせている。竹田のアドバイスを実行するが、家に入れずに泣き出した由布子に胸を痛め、外へ出て抱きしめている。
- 穂波由布子：渡辺典子

中学1年生の夏頃、髪の色と父の職業を理由に上級生グループから暴力を振るわれたことをきっかけに非行化。のちに母に対して若干の歩み寄りを見せ、加入していた暴走族から脱退を決意。ヤキを入れられそうになるが、同時に父の捨て身の言動に心を打たれ、帰宅の途につく。
- 竹田潔：林隆三

警視庁少年相談室心理鑑別技師。相談に訪れた穂波夫妻にカウンセリングを行う。
- 少年相談室事務員：和気喜和子
- 河野：三谷昇

高介の仕事関係者。
- 高介の知人：森川正太
- 高介の知人：磯村みどり
- よしこ：二宮さよ子
- 土肥たか子：風見章子
- のり子：須藤由香

由布子の友人。
- 笹原明子：有元瑞枝

由布子のk町中学の同級生で友人。由布子と一緒に上級生から嫌がらせを受け、非行化。
- 笹原咲枝：稲野和子

明子の母。娘の非行を理由に美知江と一緒に学校へ呼び出される。
- 直美：玉木弓子

由布子が加入した暴走族のリーダー。門限を理由に帰ろうとした由布子に対して「ぶりっこだ」と憤怒。暴力行為に及ぶが、高介の真摯な態度にやや心を動かされる。
- 直美の仲間：井上結花子、加藤茂雄、星野浩司
- 浩太郎：荒川亮

由布子と親しくなり、一緒に伊豆へオートバイで出かける。
- 三郎:館川喜年

浩太郎の友人。
- 森山峰子:杉浦一恵
- 原宿の少女:川島光代

知り合った由布子と夜遊びをする。
- k町中学のツッパリ：武石明美　相沢真由美　中村ゆきの　佐々木なおみ 瀬野かおり

由布子と明子を公園に呼び出し、暴力を振るう。
- 中村：河原崎長一郎

穂波家の隣人。家に入れて欲しいと懇願する由布子を心配する。
- 中村由美：弓恵子

中村の妻。
- 河野：井上昭文
- 宇沢医師：坂部文昭

幼少期、由布子を担当した医師。
- K町中学校校長：高原駿雄

由布子が越境で入学した公立中学校の校長。非行化した由布子を邪魔として、転校を勧める。
- K町中学校担任・須川：菅貫太郎

由布子と明子の担任だった教諭。
- A坂中学校校長：和崎俊哉

由布子が転校した地元の公立中学校長。押しつけられたとして不快感を抱く。
- A坂中学校担任・佐伯：大林丈史

由布子の転校後の担任の教諭。
- 私立明生中学校校長：矢島高人

穂波夫妻からの転入依頼を一蹴する。
- 仙北中学校校長：横沢祐一

穂波夫妻が二度目に訪れた私立中学校の校長。由布子の受け入れに関しては少し待って欲しいと返事。
- 渋谷署警部補：勝部演之
- 酒巻：佐藤仁哉

城東署の刑事。由布子を補導する。
- 赤坂署巡査：下川辰平

穂波家の近所を巡回する警察官。由布子を気に掛ける。

#### 主題歌
- 島倉千代子『積木くずし』（作詞：穂積隆信、作曲:五輪真弓 日本コロムビア）

## 舞台
東宝の制作で1984年3月に名鉄ホールで上演。松山善三の演出によりミュージカルタッチの作品となった。長門裕之が穂積をモデルとした貝谷隆一を、妻の光子は中村玉緒、娘の百合子はオーディションで選ばれた平野英美が演じた。

## 書籍情報
- 『積木くずし 親と子の二百日戦争』桐原書店、1982年9月
- 『親と子積木くずしの世界から』［穂積隆信/能重真作］民衆社、1983年5月、ISBN 4838303831
- 『積木くずしあとさき - 悩める親からのアドバイス』 毎日新聞社、1984年9月、ISBNなし
- 『積木その後の娘と私たち』 東京出版、1984年11月、ISBN 4924644080）
- 『積木くずし 親と子の二百日戦争』（再版）角川書店、1985年5月、ISBN 4041625017
- 『積木くずし（続）』 角川書店、1985年5月、ISBN 4041625025
- 『積木くずし崩壊そして…』 近代映画社
- 『由香里の死、そして愛 積木くずし終章』 アートン、2004年9月、ISBN 4901006851
- 『積木くずし 親と子の二百日戦争・完全復刻版』　アートン、2005年12月、ISBN 4861930243
- 『積木くずし 最終章』 駒草出版、2012年3月、ISBN 9784905447078

## 積木くずしのパロディが登場する作品
- オレたちひょうきん族 - 1983年4月16日放送の「ひょうきん連続テレビ小説」にて、『積木づくし』というタイトルでパロディ化された。主人公は山田邦子が扮していた。その後同年5月7日放送の「タケちゃんマン」コーナーで、「ミュージカルだよタケちゃんマン〜サウンド・オブ・ミュージッくずし〜の巻」と題し、ミュージカル仕立てで再びパロディされた。
- 大江戸捜査網 - 左文寺右京（松方弘樹）時代の第491話（1983年）で、「父が叫ぶ! 非行少女暴走絵図」というパロディを放送。ここでは吸引したのはシンナーではなくアヘンだった。
- ドリフ大爆笑 - コント「けんと聖子の5分間劇場 積木くずれ」志村けんが不良少女、松田聖子が母親に扮していた。
- オヨネコぶーにゃん - アニメ版の第75話「積木くずれっぱなし」としてパロディ化。ヒロインであるゆでたたまごが突如不良化し、続いてぶーにゃんとパパも不良化してママを手こずらせる。
- パーマン - 「不良少女ガン子」
- ぎゅわんぶらあ自己中心派 - 「配牌崩し」麻雀のルールやマナーを守らない不良女子高生かおりに手を焼いた家族が、主人公の持杉ドラ夫に更生を依頼。ドラ夫は正攻法ではなく、かおりですら呆れるほどの反面教師を演じる（または素）。最終的にかおりは「あいつ（ドラ夫）見てると自分がバカバカしくなっちまった」と言って、不良をやめることを決意する。